# 5×2
Ne doit pas être confondu avec 2×5.
Pour plus de détails, voir Fiche technique et Distribution.
5×2 (cinq fois deux) est un film français réalisé par François Ozon, sorti en 2004.

## Synopsis
Cinq moments clés de la vie d'un couple : le divorce, une soirée, la naissance de leur enfant, le mariage et la rencontre. Ces cinq moments sont présentés dans l'ordre inverse de la chronologie de la vie et ne livrent que quelques pistes d'interprétations sur l'histoire de ce couple.

## Fiche technique
- Titre original : 5x2
- Réalisation : François Ozon
- Assistants-réalisateurs : 1) Hubert Barbin / 2) Maia Etcheverry
- Scénario et dialogues : François Ozon, Emmanuèle Bernheim (collaboration)
- Directeur de la photographie et cadreur : Yorick Le Saux
- Musique composée et orchestrée par : Philippe Rombi
- Conseiller musical : Edouard Dubois
- Directrice de casting : Antoinette Boulat
- Décors : Katia Wyszkop / ensemblière : Sophie Martel
- Costumes : Pascaline Chavanne
- Ingénieurs du son : Jean-Pierre Duret, Brigitte Taillandier
- Bruitages : Nicolas Becker
- Montage : Monica Coleman
- Producteurs : Olivier Delbosc et Marc Missonnier
- Sociétés de production : Fidélité Productions, France 2 Cinéma, FOZ
- Société de distribution : Mars Films
- Durée : 90 minutes
- Pays :  France
- Langues originales : français, anglais et italien
- Genre : drame | romance
- Lieux de tournage : Paris, France
- Date de sortie :
  - France et Belgique : 1er septembre 2004

## Distribution
- Valeria Bruni Tedeschi : Elle, Marion Chamard, épouse Ferrond
- Stéphane Freiss : Lui, Gilles Ferrond
- Françoise Fabian : Monique Chamard, la mère de Marion
- Michael Lonsdale : Bernard Chamard, le père de Marion
- Antoine Chappey : Christophe Ferrond, le frère homosexuel de Gilles
- Marc Ruchmann : Mathieu, le jeune compagnon de Christophe
- Géraldine Pailhas : Valérie, l'ancienne compagne de Gilles
- Jason Tavassoli : L'Américain
- Jean-Pol Brissart : Le juge du divorce de Gilles et Marion
- Eliane Kherris : L'avocate de Gilles et Marion
- Yannis Belkacem : Nicolas Ferrond, le petit garçon de Gilles et Marion
- Sylvie Debrun : L'échographiste
- Jean Neisser : Le maire qui marie Gilles et Marion
- Ninon Brétécher : Sophie
- Pierre Chollet : M. Ferrond, le père de Gilles
- Carlo Antonio Angioni : le réceptionniste du club de vacances sarde
- Domenico Sannino : le fantaisiste animateur de la soirée au club
- Andrea Casolari : le Gentil organisateur du club de vacances

## Version remontée
En bonus sur le DVD, un montage propose une version dite 2x5 qui propose cette fois les évènements dans l'ordre chronologique. Le film est alors au format 4/3 et possède une longue scène supplémentaire au début du film ainsi que des transitions légèrement modifiées alors que les chansons italiennes ont disparu.